# Erdey-Grúz Tibor
Erdey-Grúz Tibor (Budapest, 1902. október 27. – Budapest, 1976. augusztus 16.) Kossuth-díjas kémikus, egyetemi tanár, a Magyar Tudományos Akadémia főtitkára, 1970-től haláláig elnöke, 1952 és 1956 között előbb felsőoktatási, majd oktatásügyi miniszter. Legfontosabb tudományos eredményeit a fizikai kémia, azon belül az elektrokémia területén érte el. Kutatóként, tudományos ismeretterjesztőként, tudomány- és oktatáspolitikusként meghatározó szerepet játszott a magyar szellemi életben.

## Életútja

### Tanulmányai
Jómódú családból származott. Édesapja a Honvédelmi Minisztérium helyettes államtitkára volt. A Tanácsköztársaság bukását követően nyugdíjazták, hamarosan elhunyt.
Erdey-Grúz Tibor a haladó szellemű és modern módszereket alkalmazó Trefort utcai „mintagimnáziumban” végezte középiskolai tanulmányait. Egy 1972-es visszaemlékezése szerint az itt töltött éveknek köszönhette az önálló gondolkodás képességének és a „dolgok reális szemléletének” elsajátítását. Kiváló fizikatanárai hatására ekkor még elsősorban a fizika iránt érdeklődött, és a budapesti egyetemen is erre a szakra iratkozott be. Csak másodéves korában döntött a kémia mellett.
1924-ben nyerte el a bölcsészdoktori címet. 1928 és 1931 között Németországban – egy évig Humboldt-ösztöndíjasként a müncheni Bajor Akadémia Kémiai Intézetében, két évig részben ösztöndíjjal, részben a magyar állam támogatásával a Berlini Műszaki Egyetemen – kutatott és képezte tovább magát. 1938-ban gyógyszerészi végzettséget is szerzett.

### Szakmai és közéleti pályafutása
1924-től 1941-ig a Buchböck Gusztáv, a fizikai kémia egyik hazai úttörője által vezetett III. számú Kémiai Intézet gyakornoka, tanársegéde, majd adjunktusa volt. 1934-ben (Buchböck javaslatára) az elektrokémia magán-, 1941-ben címzetes rendkívüli tanára lett. 1946-ban intézeti, 1947-ben nyilvános rendkívüli tanárrá és a Fizikai-kémiai és Radiológiai Intézet igazgatójává nevezték ki. Két évvel később az azonos néven megszervezett tanszék vezetője lett. 1950–1951-ben néhány hónapig a Természettudományi Kar dékánjaként tevékenykedett. Barátja, Lengyel Béla vegyész emlékei szerint Erdey-Grúz közbenjárásának köszönhető, hogy a budapesti egyetemet Eötvös Lorándról nevezték el.
1941 és 1949 között a Magyar Kémikusok Egyesülete főtitkára, majd elnöke volt. 1946-tól a Magyar Kémikusok Lapja, 1949-től haláláig a Magyar Kémiai Folyóirat című szaklapokat szerkesztette. Ugyanebben az évben vezette a Központi Fizikai Kutatóintézet létrehozását előkészítő bizottságot, és egyike lett annak a száznegyvennyolc tudósnak, akik a Gazdasági Főtanács határozata értelmében kiemelt, 3850, illetve 3000 forintos havi összilletményben részesülhettek.
1952 decemberében felsőoktatási, 1953 júliusában az első Nagy Imre-kormány oktatásügyi miniszterévé nevezték ki. Ezt a pozíciót foglalta el az 1955 áprilisában megalakult Hegedüs-kormányban is. 1956. július 30-án Kónya Albert váltotta. 1953 és 1957 között országgyűlési képviselő volt, 1954-ben a Magyar Dolgozók Pártja Központi Vezetőségébe is beválasztották. 1961–1962 folyamán a Tudományos és Felsőoktatási Tanács alelnöke, 1962–1964-ben – Rusznyák Istvánt követve – elnöke volt. Részt vett a Műszaki és Természettudományi Egyesületek Szövetsége tevékenységében. 1967 áprilisában az újjáalakult Magyar Pedagógiai Társaság egyik társelnöke lett.
Három évtizedes akadémiai pályafutása során az összes elérhető poszton megfordult. 1943. május 14-én az MTA levelező, 1948. július 2-án rendes tagjává választották. A Magyar Tudományos Tanács és az Akadémia egyesítése után (1949–1950-ben), valamint 1953 és 1961 között elnökségi tag volt. 1947-től 1949-ig ellátta a Matematikai, Fizikai, Kémiai és Műszaki Tudományok Osztálya, 1959 és 1964 között a Kémiai Tudományok Osztálya titkári teendőit. Az Akadémia főtitkári posztját háromszor – 1950 és 1953, 1956 és 1957, végül 1964 és 1970 között – töltötte be. 1970. február 5-étől 1976. augusztus 16-án bekövetkezett haláláig az MTA elnöke volt.

## Munkássága

### Tudományos tevékenysége
Kutatói pályája során szinte kizárólag fizikai kémiai, közelebbről elektrokémiai kérdésekkel foglalkozott. Első, 1927-es cikkében átviteliszám-vizsgálatainak eredményét tette közzé. A Kasimir Fajans, majd Max Volmer mellett töltött németországi kutatóévek pályája döntő fontosságú időszakát jelentették. Kezdetben az ionok adszorpcióját, később a hidrogéntúlfeszültséget, a fémelektródokat és az elektrokristályosodást kutatta. A Volmerrel 1930-ban megjelentetett Zur Theorie der Wasserstoffüberspannung című cikk a Walther Hermann Nernst utáni elektrokémia egyik alapműve, amely megadta az elektródfolyamatok kinetikájának alapegyenletét. (Az újabb angol nyelvű szakirodalom általában megfeledkezik a magyar tudós szerepéről, és Butler–Volmer-egyenletről ír John Alfred Valentine Butler ugyancsak a hidrogéntúlfeszültség területén végzett kutatásai miatt.) A németországi időszak kiemelkedő jelentőségű tanulmánya még a katódos fémleválasztást tárgyaló Zur Frage der elektrolytischen Metallüberspannung. Hazatérése után Erdey-Grúz folytatta az elektródfolyamatok kinetikája és az elektrolitoldatokban végbemenő transzportfolyamatok vizsgálatát. Első akadémiai székfoglalóját Potenciál-meghatározó folyamatok fém és oldat határán címmel 1944 januárjában, a másodikat A reakciósebesség változása a kontakt-katalizátor mennyiségével címmel 1948 októberében tartotta meg.
Több mint száz tudományos publikációja jelent meg. Tankönyvein, összegzésein kémikusok generációi nőttek fel. A Proszt Jánossal írt Fizikai-kémiai praktikum 1934 és 1979 között tizenkét kiadást ért meg. A Vegyszerismeret 1963-ig háromszor, a Bevezetés a fizikai kémiába, A fizikai kémia alapjai és a Schay Gézával közösen írt, háromkötetes Elméleti fizikai kémia egyaránt négyszer jelent meg. (E – románul is kiadott, a szerzőpáros számára Kossuth-díjat hozó – mű előzménye, az Erdey-Grúz–Náray-Szabó–Schay-féle Fizikai kémia először 1941-ben, másodszor 1945-ben látott napvilágot.) Jelentősebb szintézisei közül Az anyagszerkezet alapjai és Az energia kémiai forrásai németül és oroszul, az Elektródfolyamatok kinetikája angolul és németül, a Transzportfolyamatok vizes oldatokban angolul is megjelent. A magyar kémiai nyelv ápolásában máig fontos szerepet játszik a társszerkesztőként jegyzett A magyar kémiai elnevezés és helyesírás szabályai. Tudományfilozófiai kérdésekkel foglalkozott A természettudományok néhány kérdésének világnézeti vonatkozásai és Filozófiai tallózás a természettudományokban című köteteiben.
A tudományos ismeretterjesztés jelentőségét már pályája kezdetén felismerte. Az 1930-as években több előadást tartott a Kis Akadémián. (Ennek sorozatában tette közzé 1930-ban első kötetét Az atomokról és az anyag szerkezetéről.) Tudománynépszerűsítő dolgozatait főként a Természettudományi Közlönyben publikálta. Egyik szerkesztője volt a Magyar Természettudományi Társulat 1940-ben megjelent A kémia és vívmányai című kétkötetes kiadványának, amelynek több tanulmányát maga írta. (A radioaktivitással, elemátalakítással és az atommag szerkezetével foglalkozó rész társszerzője a néhány évvel később Nobel-díjjal kitüntetett Hevesy György volt.) A második világháború után írt ismeretterjesztő művei közül az Atomok és molekulák és A tűztől az atomenergiáig emelkednek ki.

### Tudomány- és oktatáspolitikai tevékenysége
1949-ben az Akadémia szervezeti reformjának indítványozója, az 1960-as évek elején – a Tudományos és Felsőoktatási Tanács alelnökeként – az országos távlati tudományos kutatási terv előkészítésének egyik irányítója volt. (A magyar tudomány következő tíz-tizenöt évének hetvenhárom fő feladatát összegző tervet 1962 márciusában jóváhagyta ugyan a kormány, ám az első korrekcióra már az Akadémia 1964-es közgyűlésén sor került: a legfontosabb teendők számát nyolcra csökkentették.) Az évtized második felében Erdey-Grúz részt vett az MTA újabb szervezeti átalakításának előkészítésében és lebonyolításában.
Oktatásügyi miniszterként hozzálátott az előző években túlduzzasztott egyetemi rendszer észszerűsítéséhez. A főiskolai és egyetemi felvételikről kiadott 1954. májusi rendelete értelmében a vizsgabizottságnak már sem a jelentkező rendszerhűségét, sem „megfelelő” származását nem kellett figyelembe vennie. (Nagy Imre távozása után ismét életbe lépett a korábbi gyakorlat.) 1955-re egységesült a közgazdászképzés, megszűnt a Szolnoki Közlekedési Műszaki Egyetem és az Apáczai Csere János Pedagógiai Főiskola, átalakult a Budapesti Műszaki Egyetem, az Építőipari Műszaki Egyetem és a miskolci Rákosi Mátyás Nehézipari Műszaki Egyetem szervezete, és nem jött létre a korábban tervezett Bányászati Egyetem.
Saját minisztériumában is bírálták ugyanakkor, amiért a szakmai érveket figyelmen kívül hagyva, a rövid idő alatt a magyaroknál „különb tanítókat és tanárokat képező” szovjet példára hivatkozva ellenezte a főiskolai szintű tanítóképzés bevezetését. A Nagy Imre 1953-as kormányfői kinevezése után megkezdődött enyhülés „káros” következményeinek kiküszöbölése érdekében már 1954-ben a pedagógusok politikai nevelésének hatékonyabbá tételét szorgalmazta. Egy évvel később az egyetemi rektorok jelenlétében kijelentette: „A fő feladat az ellenséges bomlasztó nézetek és terjesztői elleni ideológiai harc és emellett következetes és határozott adminisztratív intézkedések. Élesebb levegőt kell bevinni az egyetemekre.” Ezután mintegy kétszáz hallgatót zártak ki a felsőoktatási intézményekből.
Az Akadémián 1970-ben kezdeményezésére létrehozott Elnökségi Közoktatási Bizottság három évig dolgozott a „korszerű műveltség” tartalmának kidolgozásán. Erdey-Grúz meggyőződése volt, hogy „a részletismereteket a kiképzésben a nélkülözhetetlen mértékre kell korlátozni, sok adat helyett átfogó ismeretekre és dinamikus szemléletre, a dolgok mozgásai és kölcsönhatásai alapjainak elsajátítására, az önálló gondolkodás kifejlesztésére kell törekedni.” A pedagógusképzés átalakítása tárgyában született cikkei közül a Mit tudunk a kémiai szerkezetről és mit tanítsunk? című emelendő ki, amely 1975-ben jelent meg a Magyar Kémikusok Lapjában.

## Elismerései, kitüntetései
1945–1946-ban a Szent-Györgyi Albert által életre hívott Magyar Természettudományi Akadémia tagja volt. 1963-ban levelező tagjává választotta a Német Demokratikus Köztársaság Tudományos Akadémiája. 1965-ben a román akadémia tiszteleti, egy évre rá a szovjet akadémia külső tagja lett. 1969-ben az osztrák és a bolgár akadémiák fogadták külső levelező, illetve külső tagjaik közé. 1973-ban a Csehszlovák Tudományos Akadémia külső, továbbá a Szerb Tudományos Akadémia külföldi tagjává választották.
1952-ben elnyerte a kémiai tudományok doktora címet. A Veszprémi Vegyipari Egyetem 1974-ben, az ELTE 1975-ben avatta tiszteletbeli doktorává.
Kétszer (1950-ben és 1956-ban) kapta meg a Kossuth-díjat. Az egyéb magasabb állami elismerések közül a Magyar Népköztársasági Érdemrenddel 1950-ben és 1951-ben, a Munka Érdemrenddel 1960-ban, ennek arany fokozatával 1970-ben, a Munka Vörös Zászló Érdemrendjével 1962-ben és 1972-ben, a Felszabadulási Jubileumi Emlékéremmel 1970-ben díjazták. Tudományos kitüntetései közül kiemelkedik az 1966-ban megkapott Akadémiai Aranyérem, a Tudományos Ismeretterjesztő Társulat Bugát Pál-emlékérme és a Magyar Kémikusok Egyesülete által adományozott Than Károly-emlékérem (1958).

## Emlékezete
Halála első évfordulóján a várpalotai Magyar Vegyészeti Múzeumban leplezték le arcképét. Nyolcvanadik és századik születésnapja alkalmából ünnepi ülésen elevenítették fel emlékezetét. A Debreceni Vegyipari Szakközépiskola 1983 őszén vette fel nevét, melyet 2011-ig viselt. Az intézmény számos használati tárgyát, oklevelét, fényképét őrzi. Sírja a Farkasréti temetőben található.

## Főbb művei

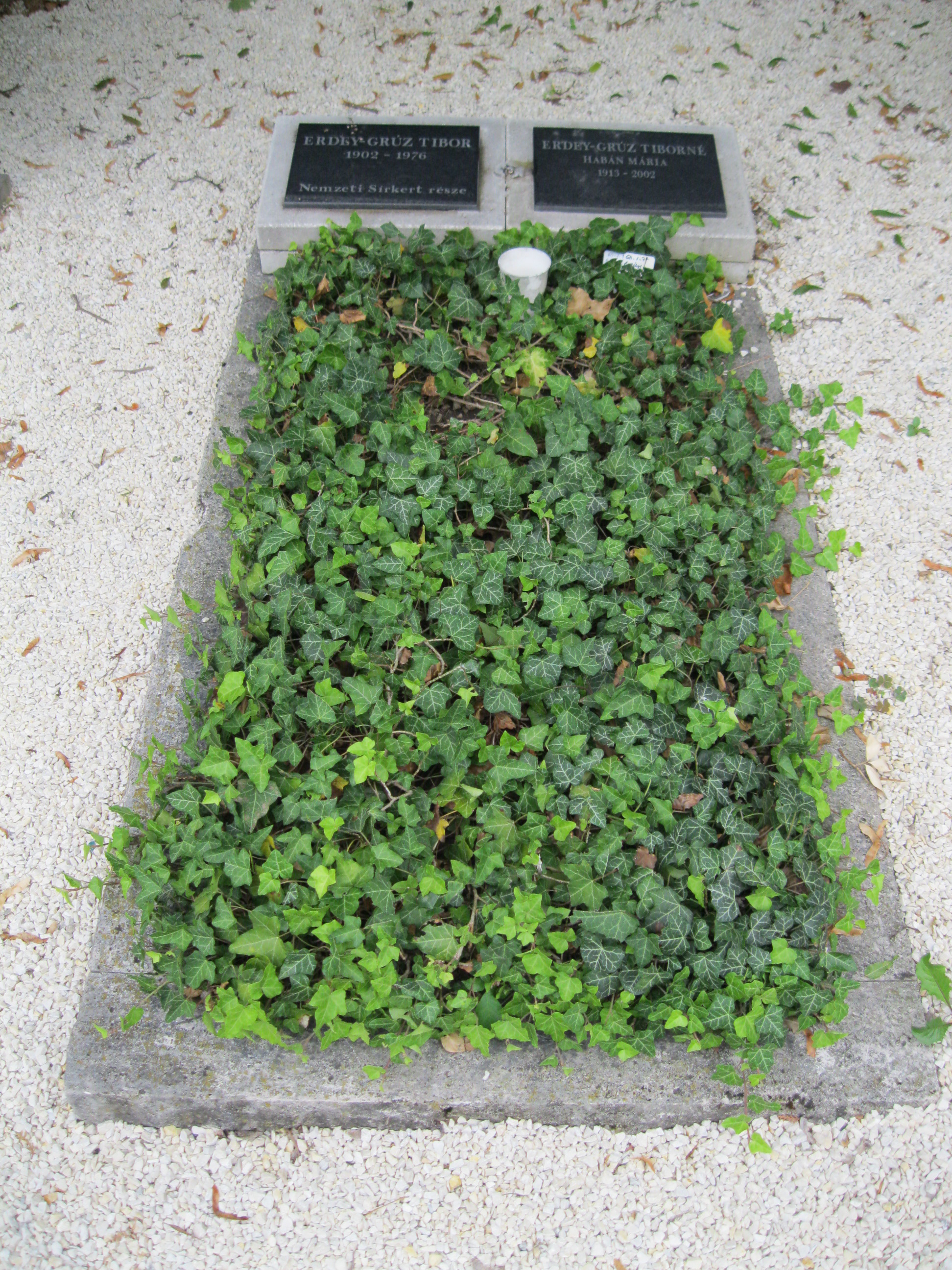
Sírja a Farkasréti temetőben

### Monográfiák, tankönyvek, ismeretterjesztő kötetek
- Az atomokról és az anyag szerkezetéről (Budapest, 1930)
- Fizikai-kémiai praktikum (Proszt Jánossal; Sopron, 1934)
- Az alacsony hőmérsékletek jelentősége és előállítása (Budapest, 1937)
- Fizikai kémia I. (Náray-Szabó Istvánnal és Schay Gézával; Budapest, 1941)
- Bevezetés a fizikai kémiába (Budapest, 1943)
- Vegyszerismeret I–II. (Budapest, 1943, 1946)
- Fémek korróziója és védelme (Budapest, 1943)
- A katalízis (Budapest, 1944)
- Atomok és molekulák (Budapest, 1946, Természettudományi Könyvkiadó Vállalat)
- Elméleti fizikai kémia I–III. (Schay Gézával; Budapest, 1952)
- A fizikai kémia alapjai (Budapest, 1958)
- A természettudományok néhány kérdésének világnézeti vonatkozásai (Budapest, 1960)
- Az anyagszerkezet alapjai (Budapest, 1961)
- Anyag és mozgás. Adalék a kémiai jelenségek dialektikájához (Budapest, 1962)
- A tűztől az atomenergiáig (Budapest, 1962)
- Filozófiai tallózás a természettudományokban (Budapest, 1965)
- A világ anyagi szerkezete (Budapest, 1965)
- Az energia kémiai forrásai (Budapest, 1967)
- Elektródfolyamatok kinetikája (Budapest, 1969)
- A tudományos technikai forradalom és a társadalmi haladás (Budapest, 1971)
- Transzportfolyamatok vizes oldatokban (Budapest, 1971)
- Kinetics of electrode processes (Budapest, 1972)
- Kinetik der Elektrodenprozesse (Budapest, 1975)

### Tanulmányok
- Zur Theorie der Wasserstoffüberspannung. Zeitschrift für physikalische Chemie, 1930. (Max Volmerrel)
- Zur Frage der elektrolytischen Metallüberspannung. Zeitschrift für physikalische Chemie, 1931. (Max Volmerrel)
- Az elektromos kettősréteg szerkezete. Magyar Chemiai Folyóirat, 1932.
- Über das elektrolytische Wachstum der Metallkristalle I–III. Zeitschrift für physikalische Chemie, 1933, 1935, 1937. (R. F. Kardossal és Frankl Erzsébettel)
- Elektrolitoldatok molekuláris állapotáról. Magyar Chemiai Folyóirat, 1937.
- Katalitikus hidrálások sebességének változása a katalizátor mennyiségével. Magyar Kémikusok Lapja, 1949. (Szabó Jánossal)

### Szerkesztett kötetek
- A kémia és vívmányai I–II. (Gróh Gyulával; Budapest, 1940)
- Természettudományi lexikon I–VI. (Budapest, 1964–1968)
- A magyar kémiai elnevezés és helyesírás szabályai I–III. (Fodorné Csányi Piroskával; Budapest, 1972–1974)